# Mesastenen

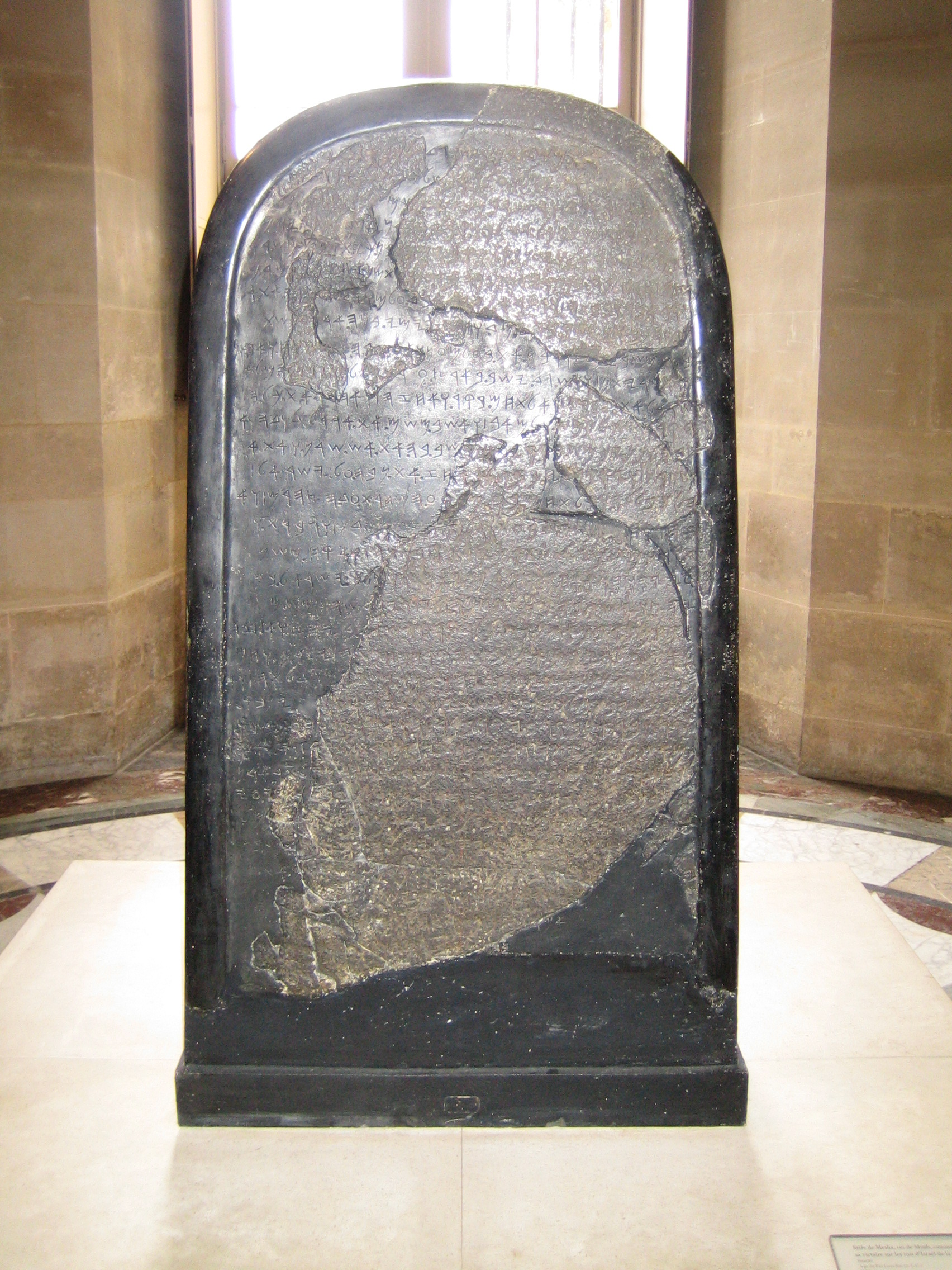
Mesastenen i Louvren

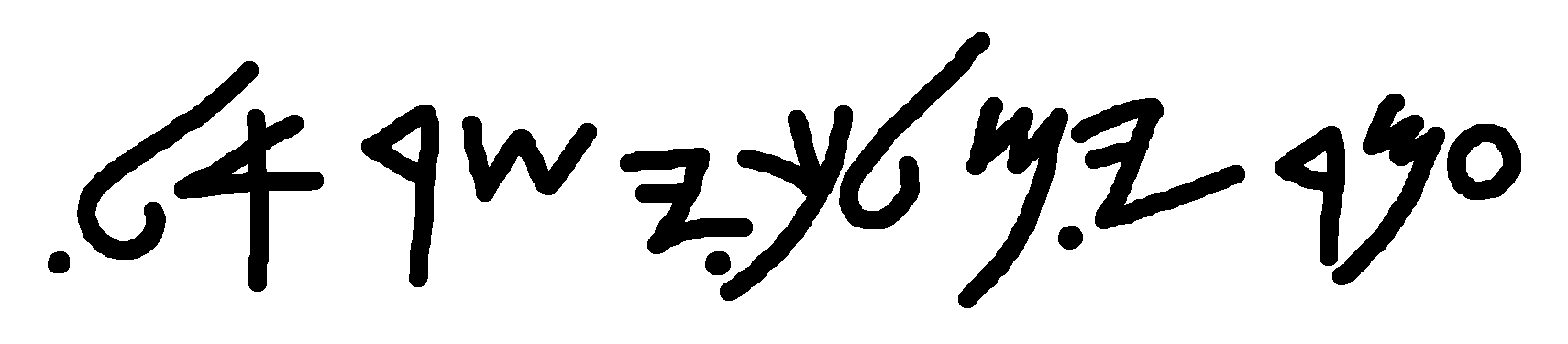
Orden om Omri, kung av Israel

Mesastenen är en basaltsten som upptäcktes 1868 vid utgrävningarna av huvudstaden i det gamla kungariket Moab i nuvarande Jordanien. Stenen är från 850-talet f.Kr. och har en inskription på 34 rader. Omri nämns på rad 4 och rad 7. Enligt den franske forskaren André Lemaire omnämns Israels kung David på rad 31, raden är dock något skadad och läsningen är därför omtvistad. Stenen restes av den moabitiske kungen Mesa till minne av upproret mot och segern över Israels kung. Stenens text stämmer med 2 Kung 3:4-5, men fälttåget som beskrivs i resten av kapitlet handlar antagligen om en annan konfrontation. Stenen är 124 cm hög och 71 cm bred. Den finns idag på Louvren i Paris.